# Molazzana
Molazzana – miejscowość i gmina we Włoszech, w regionie Toskania, w prowincji Lukka.
Według danych na rok 2004 gminę zamieszkiwało 1187 osób, 38,3 os./km².